# Joseph Franklin Siler

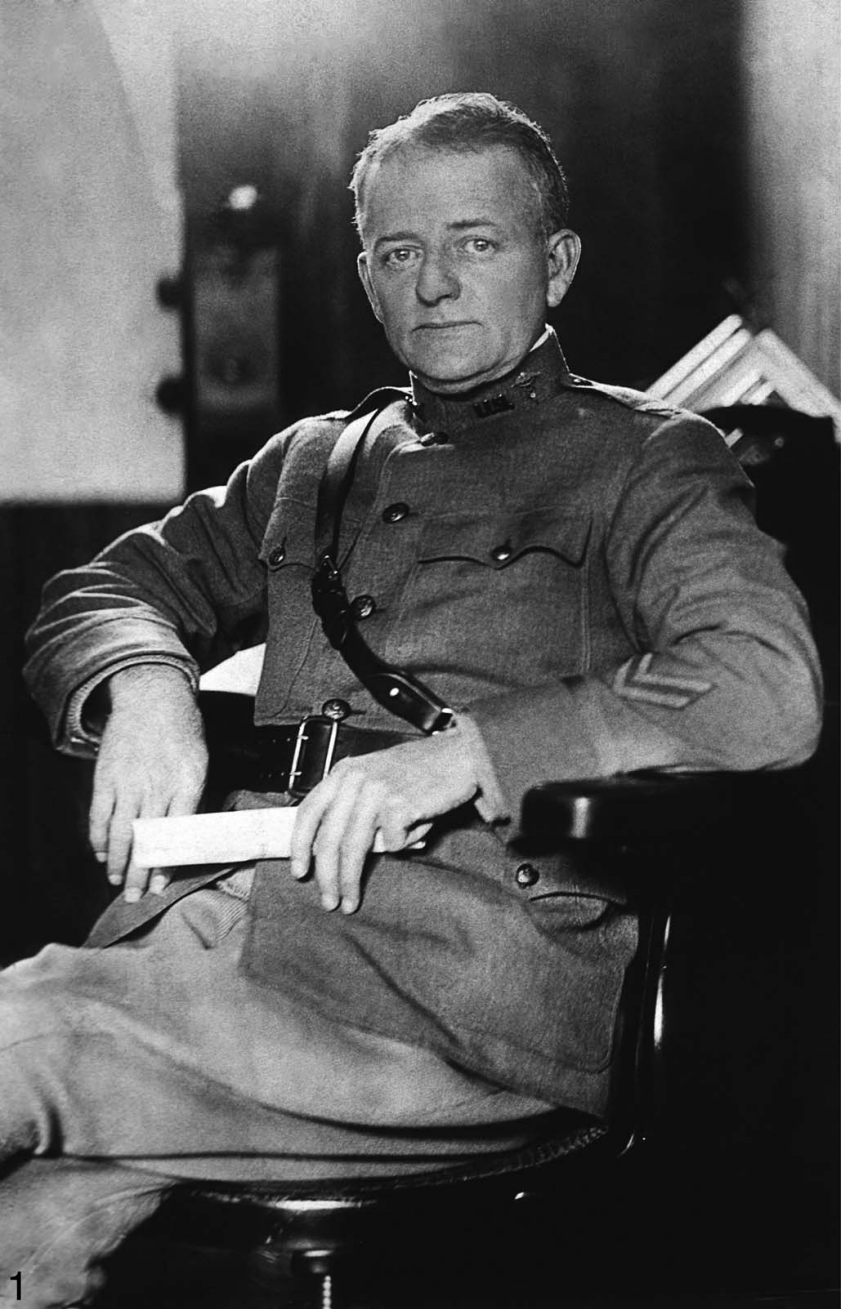
Coronel Joseph Siler, MD

El Coronel Joseph Franklin Siler, MD (1875–1960) fue un médico del Ejército Estadounidense, notable por las investigaciones sobre la transmisión del dengue por el mosquito en las Filipinas y por el reporte Marijuana Smoking in Panama (Fumar Mariguana en Panamá), uno de los primeros reportes experimentales sobre el cannabis.
Siler fue comandante del Servicio de Laboratorio en las American Expeditionary Forces (Fuerzas Expedicionarias Estadounidenses) en Francia durante la Primera Guerra Mundial y emprendió extensas observaciones experimentales en la fabricación y eficacia inmunitaria de vacunas anti-tifoideas.